# ロビー・ロビンソン (ボディビルダー)
ロビー・ロビンソン（Robby Robinson, 1946年5月24日-）は、アメリカ合衆国ジョージア州ダマスカス出身の、1970年代半ばから1990年代に活躍したボディビルダー。

## 来歴
12歳の頃にフィットネスに興味を持つ。
高校ではアメフトや陸上で活躍しジョー・ウイダーというボディビルダーに憧れてボディビルを志すが当時のアメリカは人種差別が横行しており、最初は黒人というだけでトレーニングジムへの入会を拒否された。
ジムへの入会を拒否された当初、廃材置き場の金属を使って自己流のトレーニングを行った。
その後ボディビルデビューを果たし、フロリダや東海岸を中心に数々の大会に出場するが、1969年に徴兵され2年間競技から離れる。
1975年までに300を超えるアマチュア大会に出場していたロビンソンは、プロに最も近いアマチュアビルダーとして知られていたが、当時すでに妻と3人の子供を持つノミ屋の経営者でもあったがジョー・ウイダーの勧誘を受け、妻子と仕事を投げ出してプロビルダーになるべくカリフォルニア・ベニスのゴールドジムに移籍。
1975年IFBBプロデビュー。ミスター・オリンピアでは1977年に高身長部門優勝、1978年に重量級部門優勝と実績を積むが、一般的にミスター・オリンピアのタイトルで知られる無差別級での優勝は中々果たせなかった。
人種差別的ジャッジが存在すると感じていたロビンソンは1980年代から大会の出場を減らした。
ミスター・オリンピアでの最高位は5位(1987年)。
マスターズ・オリンピアでは通常部門で1回(1994年)、50歳以上部門で2回(1997年、2000年)優勝を果たしている。
古くからIFBBに黒人選手の権利を主張し続けたロビンソンは次第にIFBBとの対立を深め、最終的に2002年にIFBBから永久追放されている。
IFBB追放後、コーチ業、作家活動、パーソナルトレーナー、さらには俳優業などを行い、NABBAというボディビル団体でも大会運営に携わっている。

## 人物
現役当時(特に1980年代まで)ボディビル界に根強く存在していた人種差別と闘い、黒人ビルダーの待遇改善、人種差別的ジャッジ根絶に尽力した人物である。
ロビンソンはIFBBから永久追放されても尚、黒人選手の待遇改善に対する取り組みを止めなかった。
のちにリー・ヘイニーも「ロビンソンがいなかったら、黒人選手の地位は低いままだっただろう」と語っている。